# Marcel Brindejonc des Moulinais
Pour les articles homonymes, voir Brindejonc.
 (octobre 2014).
Si vous disposez d'ouvrages ou d'articles de référence ou si vous connaissez des sites web de qualité traitant du thème abordé ici, merci de compléter l'article en donnant les références utiles à sa vérifiabilité et en les liant à la section « Notes et références ».
Marcel-Georges Brindejonc des Moulinais, né le 8 février 1892 au Légué à Plérin (Côtes-du-Nord) et mort le 18 août 1916 à Vadelaincourt (Meuse), est un aviateur français.

## Biographie

### Enfance
Fils de Georges-Jean Brindejonc des Moulinais, capitaine d'infanterie, et de Blanche-Marie-Amélie Merlin, famille nantaise de marins et armateurs originaire d'Irlande, il est instruit chez les frères de Saint-Jean-Baptiste-de-la-Salle, puis au collège de Saint-Servan (Ille-et-Vilaine). De 1901 à 1912, il habita la maison dite « Le Clos des Tilleuls » à Pleurtuit (dans le Clos Champion, au 41 de la rue Saint-Guillaume). Ses vacances d'été se passèrent le plus souvent avec ses cousins germains dans le vieux manoir familial du Val à Pleurtuit, près duquel ses parents possédaient la propriété du Pontouraude. Bachelier en 1910, il obtint la même année la licence de mathématiques spéciales à l'université de Rennes.

### Une vocation: voler
Sa vocation de pilote surgit lors des premiers vols auxquels il assista à Dinan et à Dinard pendant l'été de 1909, et surtout pendant l'été de 1910 en regardant voler à Dinard Roland Garros (qui atteignit là en septembre 1910 la vitesse de 150 kilomètres à l'heure sur une Demoiselle).
En 1910, on diagnostiqua une appendicite, qui le fit souffrir jusqu'à sa mort.

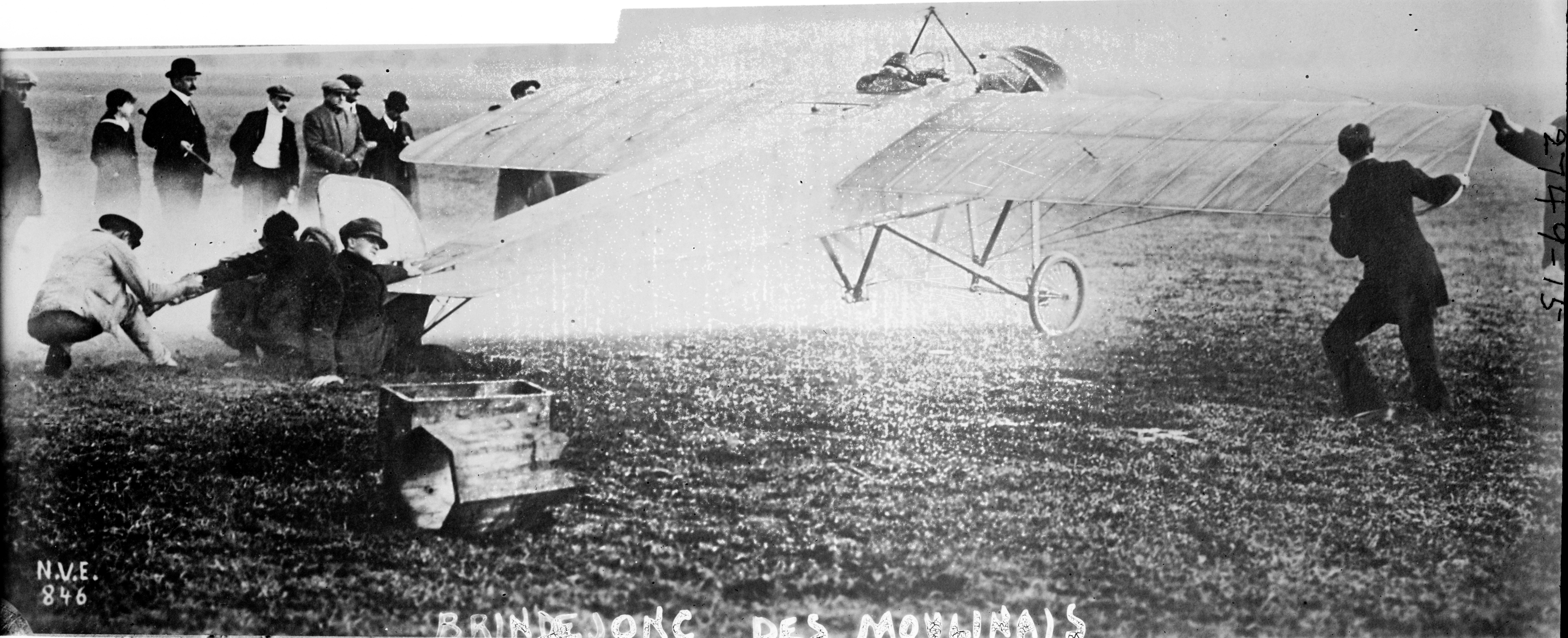
Brindejonc des Moulinais en 1910.

En décembre 1910, il acheta à Issy-les-Moulineaux un appareil Demoiselle d'Alberto Santos-Dumont, au prix de 4 000 francs. Il le remonta à Pau où il s'inscrivit à l'école d'aviation. Il fit là ses premiers essais le 18 janvier 1911. Il obtint son brevet de pilote civil le 23 mars 1911 (no 448). En juin, il participa au meeting d'Abbeville (Somme) sur un monoplan Blériot. Après un entretien avec Gabriel Voisin à Issy-les-Moulineaux, il remplaça bientôt son premier appareil par un Borel pour gagner sa vie, et rembourser le prêt que lui avait consenti sa famille (4 000 francs), en participant à des exhibitions à Pau, Toulouse, Carcassonne, Perpignan, Foix. En juillet 1911, il revint à Paris : l'entreprise Morane l'engagea comme pilote. À cette époque, il fit une chute de cinquante mètres, son appareil s'étant accroché à une grue par un de ses tendeurs ; il fut soigné à l'Hôpital Boucicaut à Paris. Le 12 novembre 1911, il va faire une chute de 100 mètres, se crashant sur le toit de l’École des Minimes avant de finir dans un champ de maraîcher, alors qu'il tentait le record de hauteur. 
Il devint vite un aviateur renommé, participant à de nombreuses épreuves. La foule assista avec allégresse au spectacle offert par Marcel Brindejonc des Moulinais à Kercorb (Aude) le 15 février 1912. Il était à Juvisy-sur-Orge en avril 1912. Le 17 juin 1912, au circuit d'Anjou (comptant pour le grand prix de l'Aéro-Club de France), où il fallait boucler sept fois Angers-Cholet-Saumur (1 100 kilomètres), malgré le mauvais temps qui cloua au sol la plupart des pilotes à Avrillé, et malgré l'opposition du constructeur de son avion (Léon Morane), il décolla. Il se classa troisième sur son Morane-Saulnier (équipé d'un moteur Gnome de 80 chevaux), après avoir brillamment diminué son écart avec Roland Garros, qui fut néanmoins le seul à pouvoir faire le troisième et dernier tour. Marcel Brindejonc des Moulinais devint célèbre dans toute la France, son nom étant associé à celui de Roland Garros. Le 8 août 1912, il tenta en vain de remporter la coupe Pommery sur le trajet Paris-Berlin, mais un incident mécanique l'immobilisa en Westphalie.
L'année 1913 fut la plus glorieuse. Son raid Paris-Londres-Bruxelles-Paris (1 040 kilomètres sur un monoplan Morane-Saulnier C, avec double traversée de la Manche) se déroula du 25 au 27 février 1913. À Londres, il fut condamné à une amende de mille francs avec sursis pour avoir survolé la ville. Durant son raid Paris-Bordeaux-Burgos-Madrid (arrivée le 1er avril)-Barcelone-Perpignan-Lyon-Paris, du 24 mars au 12 avril 1913, réalisé avec un appareil monoplan Morane-Saulnier à moteur Gnome, les conditions climatiques furent rudes : « Quel voyage terrible ! Combien j'ai pu souffrir ! On ne peut l'imaginer ! » écrivit-il.
La prestigieuse Coupe Pommery était le trophée donné entre 1909 et 1913, deux fois par an (avant le 30 avril et avant le 31 octobre), à l'aviateur qui parcourait la plus grande distance en un jour (puis en deux jours en 1913). Marcel Brindejonc des Moulinais fit plusieurs tentatives infructueuses en 1912 et 1913 : Paris-Berlin le 8 août 1912, Villacoublay-Berlin le 18 octobre 1912, tentative impossible après la bénédiction de son Morane-Saulnier à Villacoublay par l'évêque de Versailles, Charles Gibier, le 22 octobre 1912, Paris-Münster le 29 avril 1913, Brème-Bruxelles-Londres du 9 au 11 mai 1913. Malgré la tricherie de Maurice Guillaux, qui prétendit avoir parcouru 1 386 kilomètres le 23 août 1913, Marcel Brindejonc des Moulinais remporta de fait la célèbre coupe le 10 juin 1913 sur les 1 382,8 kilomètres (longueur homologuée, à la vitesse de 170 kilomètres à l'heure, les arrêts étant décomptés) de Paris (Villacoublay, départ à 3 h 37) à Varsovie (arrivée 14 heures et 18 minutes plus tard). En Pologne, il continua sur son Morane-Saulnier H (monoplan biplace, le pilote étant à l'arrière, avec moteur Gnome de quatre-vingts chevaux) dans un circuit des capitales d'Europe (un peu plus de 4 800 kilomètres) entre le 10 juin et le 2 juillet 1913 : Varsovie-Dwinsk (15 juin)-Saint-Pétersbourg (17 juin)-Reval (23 juin)-Stockholm (25 juin)-Copenhague (29 juin)-La Haye (1er juillet)-Paris (Villacoublay, 2 juillet). Pour franchir les 300 kilomètres de la mer Baltique, Marcel Brindejonc des Moulinais avait obtenu de la marine russe, grâce au prince Liben, que huit torpilleurs fussent placés le 25 juin tous les dix-huit milles entre l'île Argo et la capitale suédoise. L'accueil fut partout triomphal. L'ovation fut exceptionnelle à Villacoublay, où il arriva un peu après quatre heures de l'après-midi, escorté de Corbeaulieu à Villacoublay par quatre monoplans. Il fut reçu à l'hôtel de ville de Paris. Les journaux du monde entier louèrent l'audace du jeune Breton. Quantité de lettres de félicitation avaient la simple adresse : « Brindejonc des Moulinais, France ».
Il fut fait chevalier de la Légion d'honneur le 7 août 1913; il avait vingt et un ans et il était le plus jeune légionnaire de France. Le 3 juillet 1913, il avait reçu la grande médaille d'or de l'Aéro-Club de France. Le 23 décembre 1913, il reçut la médaille de l'Académie des sports. Il avait été décoré à Saint-Pétersbourg (par le grand-duc Alexandre) de l'ordre de Sainte-Anne, à Stockholm de l'ordre de Gustave Vasa et à Copenhague (le 30 juin par le roi) de l'ordre de Daneborg.

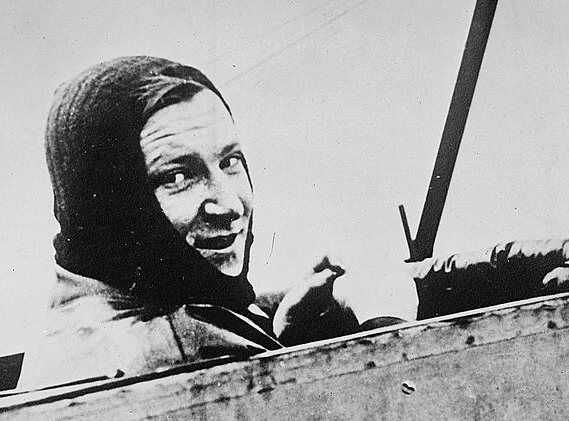
En vol.

Le 20 juillet 1913, il sortit vainqueur du match contre Edmond Audemars et Maurice Guillaux à Juvisy-sur-Orge, pour le prix de l'Essor, une épreuve de vitesse ascensionnelle organisée par le journal L'Auto. Le 12 août 1913, il parcourut sans incident les mille kilomètres de Marseille à Dinard, en passant par Albi et Poitiers. Le 1er septembre, il vola de Dinard à Deauville, puis gagna Nantes, Royan et Agen (845 kilomètres). Du 27 au 29 septembre 1913, lors des épreuves de la coupe Gordon-Bennett à Reims, il remporta le concours de vitesse, et se classa deuxième au concours de hauteur avec passager.

### Pilote de guerre

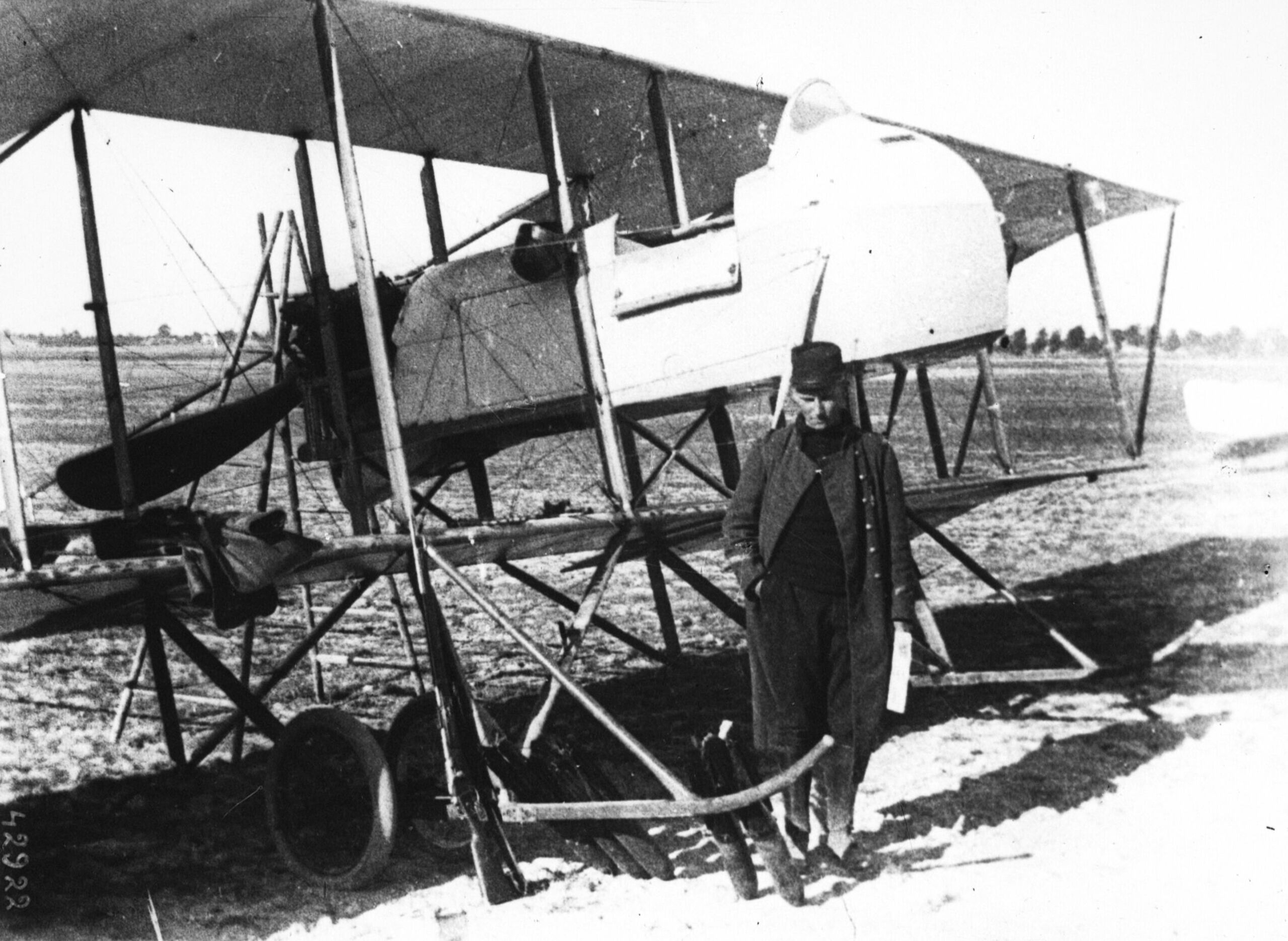
Marcel Brindejonc des Moulinais s'apprêtant à partir en reconnaissance. À ses pieds, les cinq bombes qu'il va lancer (1914).

Appelé à accomplir son service militaire, il fut incorporé le 10 octobre 1913 au 1er groupe aéronautique à Versailles. Le 10 avril 1914, il fut nommé caporal, et affecté au 2e groupe d'aviation à Lyon. 
Il fut autorisé à participer à quelques épreuves civiles. Le 2 avril 1914, il fit Madrid-Vitoria-Bordeaux-Marseille (1 083 kilomètres) en douze heures et cinquante-quatre secondes. Le 3 avril, il fit Marseille-Monaco (210 kilomètres) en trois heures et neuf minutes. Le 8 avril, il remporta le prix du meilleur temps sur Madrid-Monaco. Le 20 avril 1914, il participa à l'épreuve de Monaco (Coupe Schneider) ; volant sur un Morane-Saulnier, il dut abandonner. Le 28 mai 1914 il fait effectuer à Marcel Merat son troisième vol à bord du biplan Dorand
Son avancement dans l'armée fut rapide : caporal aviateur à l'escadrille DO 22 lorsque la guerre éclata en août 1914, sergent le 3 septembre 1914, sous-lieutenant le 25 décembre 1914, lieutenant le 26 décembre 1915. Il reçut la croix de guerre le 2 juin 1915.
Le 4 août 1914, le caporal Marcel Brindejonc des Moulinais rejoignit à Stenay (Meuse) l'escadrille DO 22 (4e armée) qui volait sur biplan Dorand DO.1 conçu par le capitaine polytechnicien Émile Dorand. Dès le 11 août, il observa l'avancée des armées allemandes qui laissaient derrière elles des villages en feu. Le soir du 2 septembre, il expliqua au général Foch, qui commandait la 5e armée française, ce qu'il venait de découvrir concernant la marche sur Reims de la 3e armée allemande (général von Hausen). Ses observations pour le général Foch se poursuivirent les jours suivants ; il volait avec le capitaine Pujo.
Le 9 septembre, pendant la bataille de la Marne, le sergent Marcel Brindejonc des Moulinais signala par trois fois qu'il existait un trou entre les armées allemandes vers le camp de Mailly. Il eut du mal à convaincre. Le renseignement fut de la plus haute importance. L'espace libre permit le succès de la contre-offensive française. Le 13 septembre, le général Joffre fit enfin publier un communiqué de victoire : « Notre victoire s'affirme de plus en plus complète. Partout l'ennemi est en retraite. »
Après la première bataille de Champagne, sa santé devint de plus en plus mauvaise. Une crise d'entérite le terrassa le 15 juin 1915. Il fut contraint de se reposer en Bretagne, et d'accepter une affectation à l'arrière. Le 28 août 1915, il fut chef pilote à l'école Morane-Saulnier du Bourget. Cette situation loin du front l'affligea tant qu'il demanda, en vain, à passer dans l'infanterie.
Le 30 mai 1916, le lieutenant Marcel Brindejonc des Moulinais rejoignit comme pilote l'Escadrille 23 (en) du capitaine Robert de Beauchamp. Il y effectua des missions de chasse, mais surtout des « missions spéciales ». Sa santé restait néanmoins mauvaise. Peu après son retour, au crépuscule du 30 juillet 1916, Maxime Lenoir et lui abattirent un Fokker E.I à Souilly-Étain. Le matin du 1er août, il abattit un appareil ennemi « ridiculement surpris » et « tiré à bout portant ».

### Mort pour la France
Volant haut, son avion camouflé fut abattu par erreur par deux Nieuport français dans l'après-midi du 18 août 1916 à Vadelaincourt, près de Verdun (Meuse). Le lieutenant Marcel Brindejonc des Moulinais, célibataire âgé de vingt-quatre ans, fut d'abord inhumé à Souilly (Meuse), puis le 6 juillet 1922 au cimetière de Pleurtuit. Il fut cité à l'ordre de l'armée à titre posthume : « Officier aussi brave que modeste, incarnant en lui toutes les qualités qui font le héros simple et accompli. » Il avait déjà été cité à l'ordre de l'armée le 27 août 1914 et le 25 septembre 1914.
Le capitaine de Beauchamp, qui fut tué le 10 novembre 1916, lui rendit ainsi hommage : « Brindejonc, c'est l'homme au panache, c'est le symbole léger, vivant, c'est la beauté, l'honneur qui passe très haut, au-dessus de la vie. »

## Distinctions
- Chevalier de la Légion d'honneur (7 aout 1913)[8]
- Croix de guerre 1914–1918
- Chevalier de l'Ordre de Sainte-Anne (Russie)
- Chevalier de l'ordre de Dannebrog (Danemark)
- Ordre de Vasa

## Anecdote
Le 15 mai 1913, Brindejonc est le premier aviateur étranger à comparaître devant la justice anglaise pour non-respect de la réglementation aérienne britannique, s'étant rendu coupable d'avoir survolé une zone interdite et d'avoir omis de signaler son arrivée par les airs dans le pays. Une méconnaissance de la réglementation qui aurait pu lui coûter le trophée Geisler, gagné le 12 mai 1913: l’Aéro-Club royal de Grande-Bretagne lui retirant sa victoire compte tenu des infractions mentionnées plus haut, avant de revenir sur sa décision le 11 novembre 1913, sous la pression d'autres aviateurs.

## Hommages
Plusieurs villes possèdent une rue Brindejonc-des-Moulinais : Nantes, Rennes,Toulon, Toulouse, Le Mans, Vélizy-Villacoublay (un des berceaux de l'aéronautique française), Plérin, Dinard , Pleurtuit.